# Poses (album d'Alain Chamfort)
Pour les articles homonymes, voir Poses.
Albums de Alain Chamfort
Rock'n rose
(1977) Amour année zéro
(1981)
Singles
1. Manureva
Sortie : septembre 1979
2. Géant
Sortie : février 1980
3. Palais Royal
Sortie : mai 1980

Poses est le quatrième  album studio d'Alain Chamfort sorti le 1er octobre 1979 chez CBS. La sortie de l'album est précédée par la sortie en single trois semaines plus tôt du premier extrait de l'album, Manureva. Enregistré à Los Angeles, Poses marque la seconde collaboration entre Chamfort et Serge Gainsbourg après Rock'n rose, qui toutefois ne signe que trois textes pour l'album. Jean-Michel Rivat et Jay Alanski se chargent respectivement du texte de deux titres chacun, tandis que Jane Birkin écrit Let Me Try It Again, seul titre en langue anglaise.
Succès commercial plutôt limité à sa sortie, Poses est malgré tout porté par les trois extraits publiés en 45 tours, Manureva, qui permet à Chamfort d'obtenir sa meilleure vente en single et de relancer sa carrière, Géant et Palais Royal.

## Genèse de l'album
Au printemps 1979, Alain Chamfort retravaille des chansons avec Jean-Noël Chaléat. Deux années après Rock'n rose, ils partent à nouveau à Los Angeles et décident de prendre en main l'enregistrement de  Poses.
Responsables des arrangements et de la direction artistique, le duo tient tous les synthétiseurs derniers cris et les boîtes à rythmes et enregistre d'abord les bases sans musiciens avec l'aide de l'ingénieur du son Ryan Ulyate, puis continue avec des musiciens californiens, dont le trompettiste Steve Madaïo, également arrangeur des cuivres sur quatre titres. Chamfort recontacte Serge Gainsbourg, qui avait écrit les textes de tous les titres de Rock'n'rose, afin que ce dernier signe à nouveau les paroles. Mais à la suite de la déception des ventes de Rock'n'rose, Gainsbourg remet en question leur collaboration. Chamfort parvient toutefois à le convaincre de signer quelques titres. Gainsbourg n'en écrira que trois :  Manureva, Démodé et Bébé Polaroid. Les autres titres sont signés par Jane Birkin (Let Me Try It Again), Jay Alanski (Palais Royal et Toute la ville en parle) et Jean-Michel Rivat (Geant, en hommage à la fille de Chamfort, Clémence et Béguine). Avec Rivat, Chamfort co-signe le texte de Béguine.
À noter qu'au départ, Gainsbourg avait écrit un premier texte sur la musique de Manureva, qui s'appelait Adieu California. La direction du label de Chamfort, CBS, adore et, devant ses insistances, accepte de l'enregistrer. Toutefois, le texte ne plait pas à Chamfort : « Sur Adieu California, quelque chose me gênait. On parlait de Marilyn Monroe, de Santa Monica, thèmes que je trouvais un peu démodé. J'étais embarrassé. Comme l'auteur était Serge Gainsbourg, tout le monde trouvait ça formidable ». La fabrication du 45 tours est lancée, mais convaincu que le titre va se planter, Chamfort demande à Gainsbourg d'écrire un autre texte. Gainsbourg dîne un soir avec le navigateur Eugène Riguidel, participant à la première Route du Rhum au cours de laquelle Alain Colas a disparu en mer à bord de son trimaran Pen Duick IV, rebaptisé Manureva (« oiseau de voyage » en tahitien), le 5 novembre 1978. Il a le déclic, selon Chamfort : « Serge m'appelle et me dit "Manu, Manureva". Rien qu'à l'évocation de ce mot dont je ne savais pas à quoi il se référait, ça m'a paru évident ; je trouvais ça poétique, doux. Serge m'a annoncé que c'était le nom de baptême du bateau d'Alain Colas. J'ai eu un moment de réticence, c'est quand même un peu délicat d'écrire une chanson sur quelqu'un qui a disparu en mer. Gainsbourg me répond que c'est un hommage. Le lendemain, il me lit le texte, il n'y avait plus de doute possible ».
CBS stoppe la fabrication du single, détruisant ceux déjà existants et Chamfort retourne à Los Angeles afin de réenregistrer sa voix et refaire la production du titre.

## Sortie et réception
Poses sort le 1er octobre 1979 chez CBS au format vinyle 33 tours et cassette audio. La pochette de l'album, photographiée et designée par l'agence Studio de l'Air, créée par Jean-Baptiste Mondino et Gérard Ruffin, représente Chamfort habillé d'une chemise, d'une cravate non nouée posée sur le col de la chemise et d'un pantalon noir au recto et les vêtements posés sur le sol au verso. À l'intérieur de la pochette du vinyle est présent une photo de Chamfort habillé d'un maillot noir, imperméable, pantalon clair et chaussures, assis sur un banc où se trouve derrière lui un petit mur. L'album ne rencontre pas le succès commercial espéré, se contenant de se vendre à plus de 75 000 exemplaires écoulés.
Trois singles 45 tours ont été extraits pour promouvoir l'album, qui connaîtront un accueil public plus important que l'album. Le premier, Manureva, qui reprend la même photo pour sa pochette que celui de l'album, paraît le 15 septembre 1979, trois semaines avant la parution de l'album, et connaît un énorme succès commercial en se classant à la deuxième place des meilleures ventes de singles en France, où il se vend à plus de 700 000 exemplaires et devenant la meilleure vente de single de Chamfort. Le second, Géant, sort en février 1980 et parvient à atteindre la 16e place en France et se vend à plus de 150 000 exemplaires. Le troisième, Palais Royal, sorti en mai 1980, ne connaît pas le même engouement que les précédents,  se contentant d'une 45e place.

## Titres
Toute la musique est composée par Alain Chamfort et Jean-Noël Chaléat, sauf pour la piste n°4, composée par Alain Chamfort.
| 1.    | Manureva                | Serge Gainsbourg  | 6:43 |
| 2.    | Démodé                  | Serge Gainsbourg  | 4:50 |
| 3.    | Palais Royal            | Jay Alanski       | 4:47 |
| 4.    | Toute la ville en parle | Jay Alanski       | 3:37 |
| 5.    | Let Me Try It Again     | Jane Birkin       | 4:10 |
| 6.    | Béguine                 | Jean-Michel Rivat | 4:40 |
| 7.    | Géant                   | Jean-Michel Rivat | 4:12 |
| 8.    | Bébé Polaroïd           | Serge Gainsbourg  | 6:42 |
| 39:39 |                         |                   |      |

## Personnel
L'équipe réunie pour l'enregistrement et la production de l'album est composée des personnes suivantes : 

### Arrangements et réalisation
- Alain Chamfort – chant, synthétiseurs, boîte à rythmes, chœurs, compositeur, orgue, piano électrique, percussions, piano, producteur et arrangement musical
- Jean-Noël Chaléat – organiste, synthétiseurs, piano électrique, percussions, compositeur, séquenceur musical, producteur de musique et arrangement musical
- Ryan Ulyate – ingénieur du son
- Gérard Louvin – management

### Auteurs des textes
- Serge Gainsbourg – auteur sur Manureva, Démodé et Bébé Polaroid
- Jay Alanski – auteur sur Palais Royal et Toute la ville en parle
- Jane Birkin – auteur sur Let Me Try It Again
- Jean-Michel Rivat – auteur sur Béguine et Géant

### Musiciens additionnels
- David Edelstein – basse
- Ralph Humphrey – batterie
- Bill Neale – guitare
- Benji – guitare
- Gary Scott – séquenceur musical, batterie
- Dominique Genova – basse
- Melvin Webb – percussion
- Steven Madaio – bugle et trompette
- Edna Wright – chœurs
- Stanley Behrens – harmonica
- Gary Herbig – Saxophone ténor
- Larry Williams – Saxophone ténor
- Denny Christianson – trompette

## Discographie liée à l'album
- SP (Single Play) = Microsillon 45 tours 2 titres.
- LP (Long Play) = Microsillon 33 tours/30 cm.
- CD (Compact Disc) = Disque compact.
- CDS (Compact Disc Single) = Disque compact 2 titres.

### Éditions françaises de 45 tours
- 15 septembre 1979 : SP, CBS (CBS 7497)[13]

1. Manureva [NB 1] (Serge Gainsbourg / Alain Chamfort - Jean-Noël Chaléat)
2. Beguine (Jean-Michel Rivat / Alain Chamfort - Jean-Noël Chaléat)

- février 1980 : SP, CBS (CBS 8281)[14]

1. Géant (Jean-Michel Rivat / Alain Chamfort - Jean-Noël Chaléat)
2. Démodé (Serge Gainsbourg / Alain Chamfort - Jean-Noël Chaléat)

- mai 1980 : SP, CBS (CBS 8801)[15]

1. Palais Royal (Jay Alanski / Alain Chamfort - Jean-Noël Chaléat)
2. Toute la ville en parle (Jay Alanski / Alain Chamfort)

### Éditions françaises de maxi 45 tours
- Septembre 1979 : LP, CBS (CBS 12-7497)

1. Manureva (Serge Gainsbourg / Alain Chamfort - Jean-Noël Chaléat)
2. Beguine (Jean-Michel Rivat / Alain Chamfort - Jean-Noël Chaléat)

### Éditions étrangères de 45 tours
- Allemagne, 1979 : SP CBS (CBS S 7497)[13]

1. Manureva (Serge Gainsbourg / Alain Chamfort - Jean-Noël Chaléat)
2. Beguine (Jean-Michel Rivat / Alain Chamfort - Jean-Noël Chaléat)

- Italie, 1979 : SP CBS  (CBS 7497)[13]

1. Manureva (Serge Gainsbourg / Alain Chamfort - Jean-Noël Chaléat)
2. Beguine (Jean-Michel Rivat / Alain Chamfort - Jean-Noël Chaléat)

- Espagne, 1980 : SP CBS (CBS 7497)[13]

1. Manureva (Serge Gainsbourg / Alain Chamfort - Jean-Noël Chaléat)
2. Beguine (Jean-Michel Rivat / Alain Chamfort - Jean-Noël Chaléat)

### Éditions étrangères de maxi 45 tours
- Australie, 1979 : LP CBS (BA 12024)[13]

1. Manureva (Serge Gainsbourg / Alain Chamfort - Jean-Noël Chaléat)
2. Beguine (Jean-Michel Rivat / Alain Chamfort - Jean-Noël Chaléat)

### Rééditions françaises de l'album
- 1989 : CD Poses, Epic (EPC 451025 2)
- 2006 : CD Poses, XIII Bis Records (70022640613)

### Rééditions étrangères de l'album
- Europe, 1987 : CD Poses, Epic (CBS 45 025 2 )

### Éditions étrangères de l'album
- Espagne, 1979 : LP Poses, CBS (CBS S 83965)[16]
- Grèce, 1979 : LP Poses, CBS (CBS 83965)[16]
- Pays-Bas, 1979 : LP Poses, CBS (CBS 83965)[16]
- Italie, 1979 : LP Poses, CBS (CBS 83965)[16]
- Canada, 1980 : LP Poses, CBS (CBS PFC 90586)[16]